# Estació de Les Fontinettes
L'estació de Les Fontinettes és una estació ferroviària situada al municipi francès de Calais (al departament del Pas de Calais).
És servida pels trens del TER Nord-Pas-de-Calais (de Boulogne-Ville a Lille-Flandres i de Calais-Ville a Dunkerque, Béthune i Amiens).
| Provinença     | Estació anterior | Línia                  | Estació següent | Destinació                        |
| -------------- | ---------------- | ---------------------- | --------------- | --------------------------------- |
| Calais-Ville   | Calais-Ville     | TER Nord-Pas-de-Calais | Calais-Fréthun  | Amiens                            |
| Boulogne-Ville | Calais-Fréthun   | TER Nord-Pas-de-Calais | Pont-d'Ardres   | Lille-Flandres (via Calais-Ville) |
| Calais-Ville   | Calais-Ville     | TER Nord-Pas-de-Calais | Beau-Marais     | Dunkerque                         |
| Calais-Ville   | Calais-Ville     | TER Nord-Pas-de-Calais | Pont-d'Ardres   | Béthune                           |